# The Widow of the Rock, and Other Poems
The Widow of the Rock, and Other Poems – tomik wierszy brytyjsko-amerykańskiej poetki Margaret Agnew Blennerhassett, opublikowany w Montrealu w 1824. Zbiór zawiera między innymi tytułowy poemat The Widow of the Rock i kilkadziesiąt innych utworów, w tym To the Memory of General Agnew, On Visiting the Grave of my Daughter for the Last Time, On Credulity, The Consolations of Poetry, An Imitation, On Finding my Bower Covered with Worms, The Broken Heart, On a Friend who was Supposed to Have Suffered Shipwreck, On Seeing Two Funerals Pass by, Deserted Flower Garden, On Cupid, The Love-Sick Lady, Warning to a Lap-Dog, The Feather Fan i As Thine the Love that Ne’er Disdains. W tomie znalazły się też poemat The Desert Isle i wiersze Soliloquy of Sappho before Precipitating Herself from the Rock of Leucadia, Forget me not, To the Same, Petition of a Linnet Caught in a Limed Twig, The Joyful Coming of Birds, The Sparrow, The Mocking Bird, To a Humming-Bird, Lines Written During a Thunder-Storm i Lines to a Respected Friend. Wiersze są zróżnicowane pod względem stylistycznym i wersyfikacyjnym. Poetka wykorzystuje zarówno proste, czterowersowe strofy, jak i rozbudowane zwrotki siedmiowersowe (strofa królewska) i dziewięciowersowe (strofa spenserowska).